# Quilles de Trébédan
Le jeu de quilles de Trébédan est un jeu de quilles pratiqué à Trébédan dans les Côtes-d'Armor, en Bretagne.
Le jeu de quilles de Trébédan est inscrit à l’Inventaire du patrimoine culturel immatériel en France.

## Historique
Si ce jeu de quilles fut assidument pratiqué dans les fêtes locales dès l’après-guerre et jusque dans les années 1970, ce n’est plus le cas aujourd’hui. Il reste seulement quelquefois joué dans le cercle familial ou avec des amis, mais le temps des longs après-midi qui dépassaient largement sur les soirées autour du jeu de quilles est révolu.

## Description
Le jeu de quilles de Trébédan peut se jouer en tête à tête ou en équipe. Le jeu se compose de 9 quilles en bois et de 2 boules, également en bois et percées de deux trous pour l’emplacement des doigts. Chaque joueur  possède deux lancers pour faire tomber les quilles numérotées de 1 à 9. Cependant, ce jeu est un véritable jeu d’adresse, puisque l’idéal est de viser certaines quilles seulement. En effet, si une quille tombe seule, elle rapporte le nombre de points qu’elle indique (de 1 à 9). Mais si plusieurs quilles tombent, alors elles valent toutes un seul point. La numéro 1 est une quille intéressante puisque si elle tombe seule et qu’elle sort du jeu, elle vaut 10 points. 
La boule doit également être lancée d’une manière particulière puisqu’elle ne doit pas rouler sur le sol avant, mais atterrir directement au pied des quilles. 
La partie se termine quand un joueur ou une équipe obtient 40 points. Dans le cas où ce chiffre est dépassé, le score retombe à 20.